# Сейсмічність Боснії і Герцеговини
Сейсмічність Боснії і Герцеговини — характеризується помірно високою інтенсивністю, відповідно в межах території країни спостерігаються досить часті й сильні землетруси.

## Загальна характеристика
Боснія і Герцеговина лежить в області Альпійсько-Гімалайського рухомого пояса. Більшу територію країни займають гірські хребти Боснійських Рудніх гір (найвища точка гора Враниця — 2107 м) та Динарського нагір'я. Гірський масив Маглич і однойменна вершина на кордоні Боснії і Герцеговини і Чорногорії є складником внутрішньої частини Динарського нагір'я. Найвищий пік масиву — Великі Вітао (2396 м) лежить у Чорногорії, тоді як вершина Маглич (2386 м) — найвища вершина Республіки Сербської. Такий рельєф країни утворився під час формування альпійської складчастості і далі утворюється під дією сучасних ендогенних тектонічних рухів. Це пояснює високу сейсмічність не тільки Динарського нагір'я, а й у цілому формує сейсмічно активну зону Боснії і Герцеговині, де спостерігаються досить часті й сильні землетруси з потужністю до 5—6 балів (за шкалою Ріхтера).

## Землетруси у минулі століття
27 жовтня 1969 року катастрофічний землетрус повністю зруйнував місто Баня-Лука.

## Землетруси XXI століття

### 2019
2 листопада 2019 року, о 15:13 (за місцевим часом), у Боснії та Герцеговині стався сильний землетрус магнітудою 5,1 балів (за шкалою Ріхтера). За повідомленням Європейського середземноморського сейсмологічного центру (EMSC), епіцентр землетрусу був за 85 км на північний захід від міста Сараєво, а точніше за 14 км від Турбета, у Центральній Боснії та Герцеговині. Землетрус стався на глибині 5 кілометрів. Місцеві ЗМІ відзначили, що це найсильніший землетрус у Боснії і Герцеговині за останні роки.
26 листопада 2019 року, у Боснії та Герцеговині стався сильний землетрус магнітудою 5,4 балів (за шкалою Ріхтера). Епіцентр землетрусу був у Герцеговині, за 11 кілометрів від міста Невесинє і 77 км на південь від Сараєва. Гіпоцентр землетрусу залягав на глибині 10 км. Незначні сейсмічні рухи відчули мешканці Італії, Хорватії, Чорногорії та Сербії.

### 2022
23 квітня 2022 року, в нічний час, у Боснії та Герцеговині стався землетрус магнітудою 4,4 балів (за шкалою Ріхтера). Епіцентр землетрусу був неподалік міста Мостар у Республіці Сербській (у складі Боснії та Герцеговини). За землетрусом було ще щонайменше 30 поштовхів, які відчувалися навіть у сусідніх країнах, а саме в Хорватії та Словенії. Внаслідок землетрусу, одна жінка померла в лікарні.

### 2023
30 грудня 2023 року, о 22:43:24 (за київським часом), у Боснії і Герцеговині стався сильно помірний землетрус магнітудою 5,3 балів (за шкалою Ріхтера). Згідно з повідомленням Європейського середземноморського сейсмологічного центру (EMSC), епіцентр землетрусу був за 10 км на північний захід від міста Зениці. Він відчувався в багатьох містах країни, особливо в столиці, иісті Сараєві.